# Ko Vaya
Ko Vaya – jednostka osadnicza w Stanach Zjednoczonych, w stanie Arizona, w hrabstwie Pima.